# Wojna o niepodległość Angoli
Wojna o niepodległość Angoli – konflikt trwający od 1961 do 1974 w Angoli, zakończony wyparciem Portugalczyków, oraz niepodległością Angoli. Z wojskami portugalskimi starły się przede wszystkim trzy największe grupy partyzanckie – Ludowy Ruch Wyzwolenia Angoli, Narodowy Związek na rzecz Całkowitego Wyzwolenia Angoli i Narodowy Front Wyzwolenia Angoli.

## Geneza
W latach 50. w Angoli rozpoczęła się nowa fala osadnictwa Portugalczyków. Polityka ta spowodowała niechęć ze strony Angolczyków, którzy zaczęli tworzyć organizacje niepodległościowe. W 1954 roku utworzony został Związek Ludności Angoli na czele którego stanął Holden Roberto. Organizacja skupiała członków plemienia Kongo i miała prozachodni oraz konserwatywny charakter. W 1956 z kolei powstał Ludowy Ruch Wyzwolenia Angoli (MPLA) z Agostinho Neto jako liderem. MPLA głosił hasła niepodległościowe i lewicowe, choć grupował wszystkie grupy etniczne, to większość jego członków wywodziło się z plemienia Mbundu. Obydwie grupy postawiły sobie za cel zbrojną walkę z kolonializatorem.

## Przebieg wojny

### Rozpoczęcie konfliktu
Antykolonialne wystąpienie rozpoczęli chłopi z plantacji bawełny w Baixa de Cassanje. 3 stycznia 1961 roku rozpoczęli oni strajk i zażądali lepszych warunków pracy. Ich żądania zostały odrzucone, a kolonialne władze przystąpiły do karnej akcji wymierzonej w lokalnych cywilów. W pacyfikacjach armia zrównała z ziemią dwadzieścia wiosek i zabiła pięć tysięcy chłopów.
Miesiąc po buncie chłopstwa, 4 lutego w Luandzie odbyła się akcja militarna Ludowego Ruchu Wyzwolenia Angoli na komendę policji i więzienie. Bitwa zakończyła się porażką rebeliantów: żaden z więźniów nie został uwolniony, a w walce zginęło 40 buntowników. W odwecie za atak w ciągu tygodnia z rąk Portugalczyków zginęło prawie trzy tysiące Angolczyków.
Trzecim z wystąpień, które rozpoczęły wojnę o niepodległość, było powstanie Związku Ludności Angoli które rozpoczęło się 15 marca. Partyzanci przeszli do ofensywy na wieść o masakrach w Luandzie. Siły rebeliantów uderzyły na obszar północnej Angoli. W walkach zginęły tysiące Portugalczyków. Również i to wystąpienie zostało zdławione przez siły kolonialne. Jego uczestnicy wycofali się do sąsiedniego Zairu. W odwecie Portugalczycy spotęgowali represje – do końca roku z ich rąk zginęło 40 tysięcy Afrykanów. Rebelianci ze Związku Ludności Angoli jeszcze w tym samym roku powołali w Kinszasie Rewolucyjny Rząd Angoli na Wygnaniu z Holdenem Roberto. Rząd został poparty przez Organizację Jedności Afrykańskiej. Sam Związek zmienił nazwę na Narodowy Front Wyzwolenia Angoli (FNLA).
W 1964 roku z FNLA wystąpił Jonas Savimbi. Założył on rozłamową grupę partyzancką o nazwie Narodowy Związek na rzecz Całkowitego Wyzwolenia Angoli, w skrócie UNITA. Formacja początkowo przyjęła program maoizmu (z którego później zrezygnowała) co poskutkowało poparciem ze strony Chin, które przysłały rebeliantom na pomoc instruktorów.
W 1965 roku powstał Front Wyzwolenia Enklawy Kabindy (FLEC), na jego czele stanął Luis Ranque Franque. Grupa ta domagała się oderwania bogatej w ropę naftową Kabindy od reszty Angoli.

### Konflikty w ruchu wyzwoleńczym
Tak duże rozbicie ruchu wyzwoleńczego doprowadziło do konfliktu na ich łonie. Walki toczył się pomiędzy MPLA a UNITA i FNLA. Konflikt został rozpoczęty przez FNLA której żołnierze rozbili jeden z oddziałów MPLA po czym wziął do niewoli, a następnie zabił 21 uczestników tej formacji. W 1972 roku Organizacja Jedności Afrykańskiej dążąc do zatrzymania walk wewnętrznych wymusiła na MPLA i FNLA powołanie wspólnej Rady Wyzwolenia Angoli z Holdenem Roberto na czele. Powołanie Rady nie zatrzymało jednak wzajemnych animozji. Także UNITA prowadziła zbrojne akcje przeciw MPLA, a nawet wchodziła w sojusze z Portugalczykami w celu zwalczania oddziałów tej organizacji.

## Dekolonizacja
Dekolonizacja została zapoczątkowana wraz z rewolucją goździków w Portugalii. Proces ten we wrześniu 1974 roku próbował zahamować Zjednoczony Opór Angoli, skupiający osadników portugalskich. Próba zamachu stanu przeprowadzonego przez osadników nie udała się, a w styczniu 1975 roku powołano rząd tymczasowy z udziałem MPLA, UNITA i FNLA. Od lutego rozgorzał konflikt wewnętrzny który w lipcu przerodził się w wojnę domową. W sierpniu niepodległość Kabindy ogłosił FLEC, zostało to uznane przez kilka państw. W listopadzie tego samego roku przewodniczący MPLA, Neto proklamował utworzenie Ludowej Republiki Angoli której to prezydentem został. Tego samego dnia połączone siły FNLA i UNITA proklamowały Ludowo-Demokratyczną Republikę Angoli, prezydentem kraju został Holden Roberto, premierem Savimbi. Wsparcia rebeliantom z UNITA i FNLA udzieliły wojska zairskie i południowoafrykańskie. Kampania rebeliancka nie powiodła się, a do stycznia-marca 1976 roku siły republiki ludowej opanowały większość kraju, zmuszając przy tym siły RPA i Zairu do wycofania się z kraju. W tym samym roku republika ludowa została przyjęta do ONZ i OJA, co oznaczało formalne uznanie jej niepodległości przez światową opinię.

## Poparcie zagraniczne dla ruchu wyzwoleńczego
Rebelianci na różne sposoby wspierani byli przez kraje takie jak Tunezja, Kongo, Algieria, Chiny, Kuba, Zambia, Związek Socjalistycznych Republik Radzieckich, Stany Zjednoczone, Szwecja, Somalia, Sudan, Tanzania, Libia, Czechosłowacja, Izrael, Rumunia, Niemiecka Republika Demokratyczna, Zair i Francja.